# Воблий Костянтин Григорович
Во́блий Костянти́н Григо́рович (15 [27] травня 1876, Царичанка — 12 вересня 1947, Київ) — український вчений-економіст та географ; член ВУАН; доктор політичної економії та статистики; професор Київського університету; віце-президент АН УРСР; директор Інституту економіки; Заслужений діяч науки УРСР; в 1945–1947 роках член Держплану УРСР.

## Біографія

Могила К. Г. Воблого

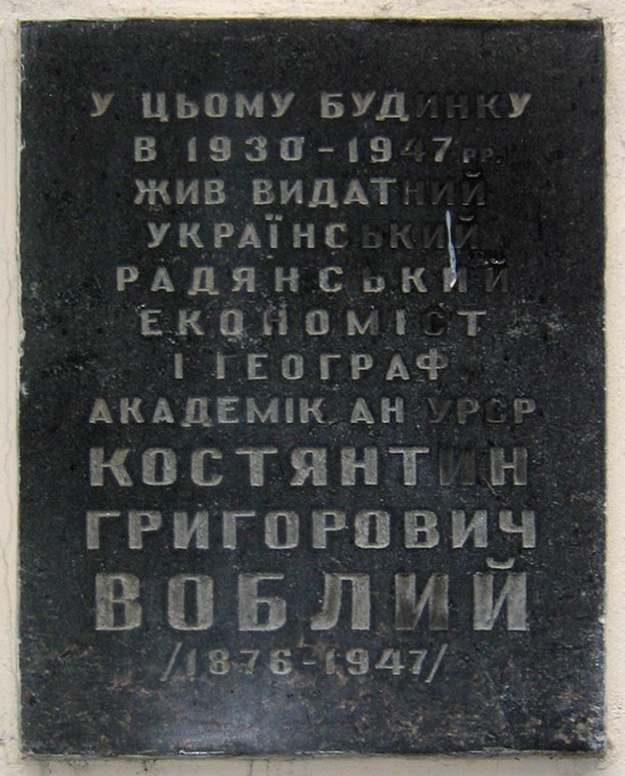
Меморіальна дошка на будинку по Лютеранській вулиці, Київ

Народився 15 (27) травня 1876 року в Царичанці (нині Дніпропетровська область, Україна) у сім'ї сільського священника.
По закінченню курсу в народній школі до 1896 року навчався в Полтаві в місцевому духовному училищі та семінарії. Виявляв особливі здібності до математики, історії та, пізніше, філософії. В обох цих закладах виховувався за казенний рахунок, як і обидва його брати.
У 1896–1900 роках навчався в Київській духовній академії.
У 1900 році вступив на юридичний факультет Тартуського (тоді Юр'євського) університету, у 1901 році перевівся до Варшавського університету на юридичний факультет, який закінчив 1904 року зі ступенем кандидата права та з золотою медаллю за працю: «Сучасна заатлантична еміграція. Її причини та наслідки». У 1904–1906 роках молодший редактор Варшавського статистичного комітету. З 1906 по 1909 рік — приват-доцент політекономії і статистики Київського університету, де витримав усний іспит на ступінь магістра політекономії, пізніше — професор Київського комерційного інституту. В 1909 році обраний виконувачем обов'язки екстраординарного професора по кафедрі політекономії та статистики, пізніше ординарного професора. Магістерська дисертація «Нариси з історії польської фабричної промисловості» захищена 1909 року, докторська дисертація «Третій професійно-промисловий перепис у Німеччині» захищена 1911 року. У 1910–1917 роках секретар ради, у 1910–1912 — декан економічного відділення, з 1917 року — ректор Київського комерційного інституту, читав курс лекцій зі статистики на Вищих жіночих курсах. У 1918–1921 роках професор Таврійського університету. Згодом — голова Товариства Економістів при Всеукраїнській Академії Наук.
З 1925 по 1929 рік керував Соціально-економічним відділом АН України. Деякий час очолював Інститут для кон'юнктури та народного господарства України зі статистико-економічним семінаром, створеним при цьому відділі.
У 1927–1930 роках під керівництвом Воблого здійснювалася розробка комплексного розв'язання проблеми Дніпра, зрошення степової зони України для сільського господарства.
У 1928–1930 роках — віце-президент АН УРСР. У 1933–1947 роках завідувач кафедри економічної географії геолого-географічного факультету. У 1939–1942 роках — завідувач сектором (відділом) економічної географії, а в 1942–1947 роках — директор Інституту економіки АН УРСР; одночасно (1933–1941 та 1944–1947 роки) — завідувач кафедрою економічної географії Київського університету. Організатор української економіко-географічної школи. Член Вченої ради відділу суспільних наук АН УРСР (1947 рік).
Помер 12 вересня 1947 року в Києві. Похований на Лук'янівському кладовищі (ділянка № 20, ряд 7, місце 1).

## Наукові праці
Перший серед економістів широкого профілю визначився як економіко-географ. Вивчав історію народного господарства, економічну статистику, демографію, економіку страхової справи, міграції населення. Автор робіт з організації праці науковців. Вивчав проблеми бурякоцукрової промисловості, комплексного освоєння Великого Дніпра, внутрішньої і зовнішньої торгівлі. Виділив на території країни такі райони: Південно-Східний, Центральний і Західний. Основні наукові праці присвячені проблемам розвитку і розміщення продуктивних сил України, створенню нових галузей промисловості та комплексному розвиткові районів. Розробив наукову схему економічного районування України.
Автор видав понад 100 наукових праць. Автор книжок про Київ, підручника «Економічна географія», який витримав кілька видань, кількох підручників із статистики.
Ось деякі його праці:
1. Заатлантическая миграция, ее причины и следствия. — К., 1904. (рос.)
2. Статистика: Пособие к лекциям. — К., 1908. (рос.)
3. Статистика: Пособие для вузов. — К., 1912 (3 видання). (рос.)
4. Очерки по истории польской фабричной промышленности, том 1. — К., 1909. (рос.)
5. Третья профессионально-промысловая перепись в Германии, Том 1. — К., 1911. (рос.)
6. Основы экономики страхования. — К., 1915. (рос.)
7. Економічна географія України. — К., 1919 (6 видань).
8. Нариси по історії російсько-української цукровобурякової промисловості. — К., 1928—1931. Том 1-3.
9. Економічна географія УРСР. — Х.-К., 1930.
10. Праблема Вялікага Дняпра. — Мінськ, 1933. (біл.)
11. Київ. Статті-довідки. — К., 1948.
12. Организация труда научного работника. — К., 1943—1948 (3 видання). (рос.)
13. Воблий К. Київ — серце України / академік К. Воблий. — Київ ; Львів: Укр. держ. вид-во, 1944. — 32 с. [Архівовано 19 вересня 2020 у Wayback Machine.]
14. Збірник соціально-економічного відділу : № 10. Нариси з історії російсько-української цукро-бурякової промисловості, вип. 2 : перед розкріпаченням селян 1861 року / К. Г. Воблий. – У Київі : З друк. Укр. акад. наук, 1925. – 253, 2 с. [Архівовано 16 грудня 2021 у Wayback Machine.]

## Нагороди, пам'ять
Заслужений діяч науки і техніки УРСР (1944). Нагороджений орденами Леніна і Трудового Червоного Прапора, медаллю «За трудову доблесть».
У Києві, на фасаді будинку № 21/12 по Лютеранській вулиці, де з 1930 по 1947 рік мешкав вчений, 13 вересня 1966 року встановлено гранітну меморіальну дошку (архітектор В. П. Шевченко).